# Vincenzo Foppa

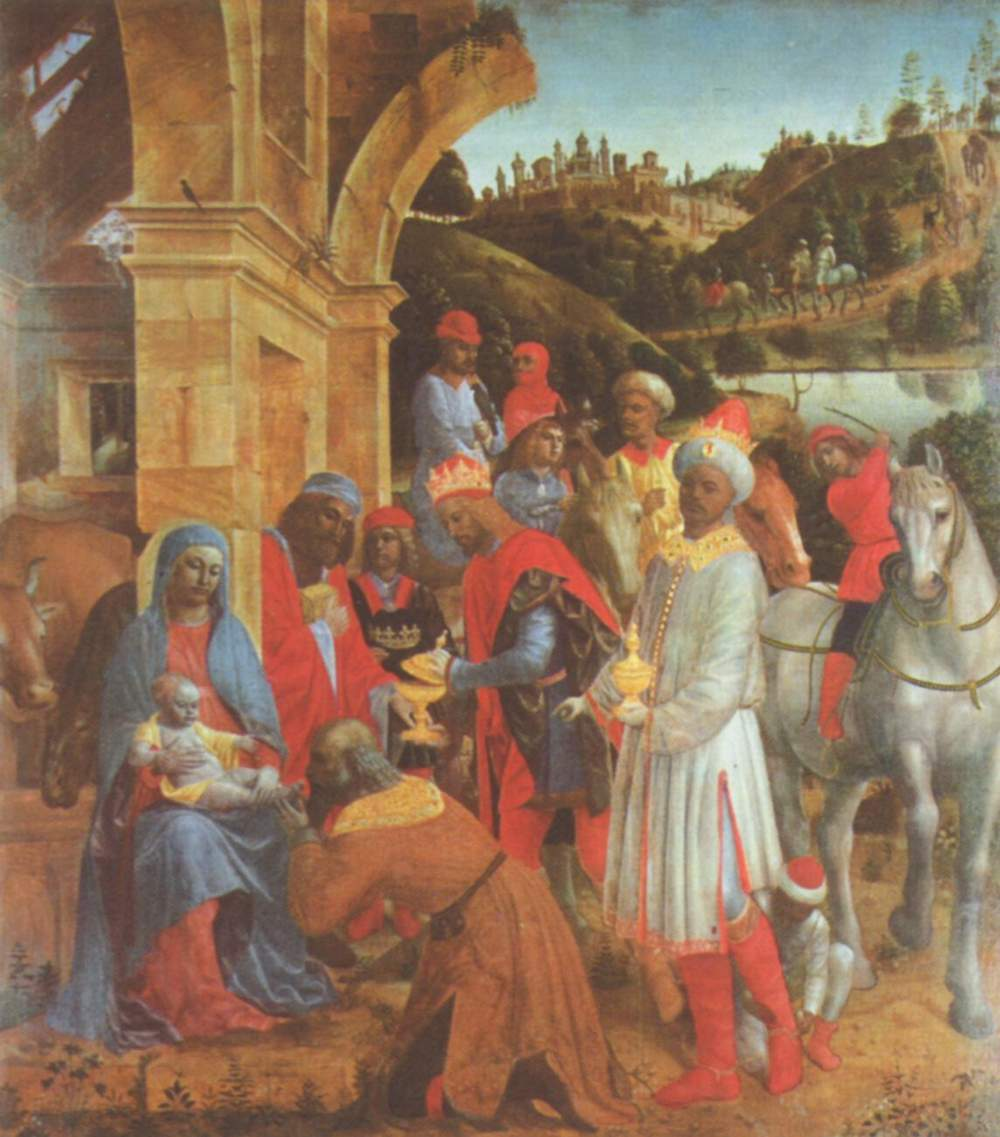
Konungarnas tillbedjan från cirka 1500 är ett bra exempel på den stil Foppa utvecklade.

Vincenzo Foppa, född cirka 1427 i Brescia, död 1515 eller 1516 i Brescia, var en norditaliensk renässansmålare.
Foppa var stilbildare inom det lombardiska 1400-talsmåleriet, och var den mest framstående målaren i Milano före Leonardo da Vinci. I hans senare verk märks ett tydligt inflytande från Andrea Mantegna. Foppa var bosatt i Brescia och verkade dessutom Pavia och Genua samt stod i nära förbindelser med hovet i Milano. I dessa städer finns ett flertal altarbilder av hans hand bevarade. Alla hans väggmålningar har dock gått förlorade.
Foppas tidigast daterade verk är De tre korsen från 1456.